# HMS Thyme (K210)
HMS Thyme (K210) je bila korveta razreda flower Kraljeve vojne mornarice, ki je bila operativna med drugo svetovno vojno.

## Zgodovina
Ladjo so leta 1947 prodali, jo preuredili v vremensko ladjo in jo preimenovali v Weather Explorer. Leta 1958 so ladjo prodali naprej, jo preuredili v trgovsko ladjo in jo preimenovali v Epos.